# 감로의 변
감로의 변(甘露-變)은 당나라 문종 때인 835년에 일어난 변란이다. 환관(宦官)의 발호(跋扈)가 심해져 관료파 재상 이훈(李訓)이 절도사(節度使) 정주(鄭注)와 더불어 환관세력을 일소하기 위해 궁원에 감로가 내렸다고 한 다음 환관들이 감로를 보러 간 틈을 타 주살하려하였으나, 사전에 누설되어 도리어 환관의 군사들에게 주살되었다. 이후 환관들의 횡포가 더욱 빈번하여 당나라 멸망의 원인이 되었다.

## 참고 자료
- 이 문서에는 다음커뮤니케이션(현 카카오)에서 GFDL 또는 CC-SA 라이선스로 배포한 글로벌 세계대백과사전의 내용을 기초로 작성된 글이 포함되어 있습니다.